# Specchio ionico

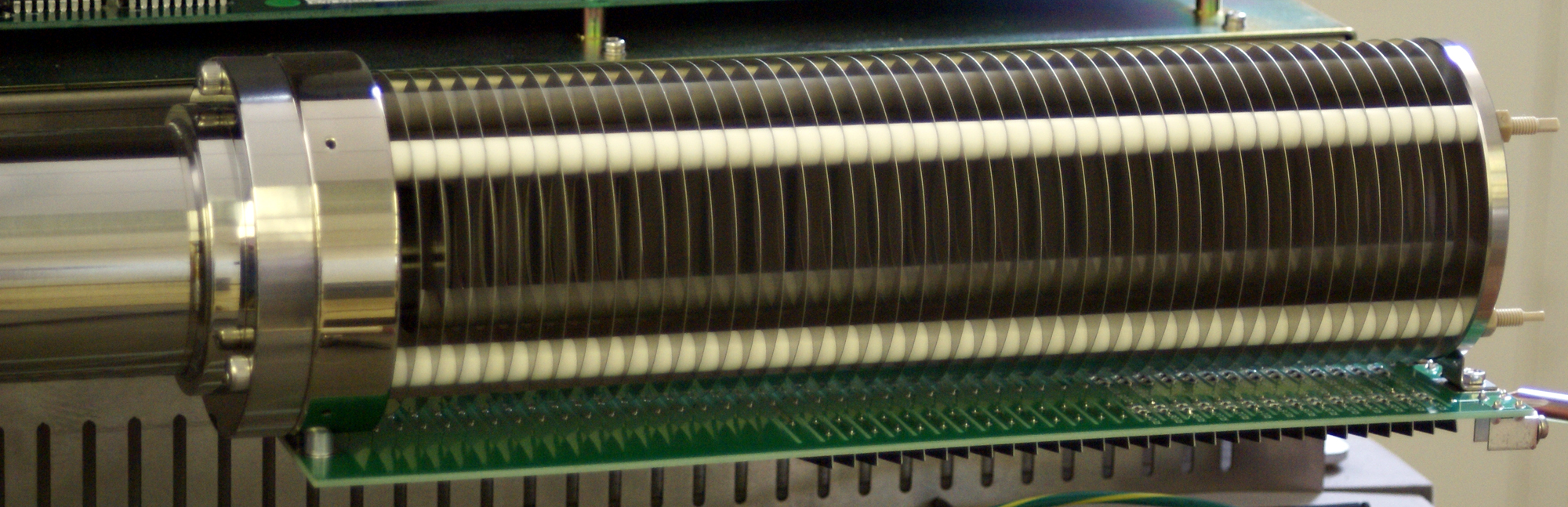
Lenti di uno specchio ionico.

Uno specchio ionico o reflectron o TOF reflectron è un insieme di lenti ioniche in grado di invertire la direzione del moto di un fascio di ioni, usato in spettrometria di massa sugli analizzatori a tempo di volo. Come tutta l'ottica ionica, usa un campo elettrico per guidare gli ioni, in questo caso per invertirne la direzione del moto. L'impiego di uno specchio ionico migliora la risoluzione di un analizzatore a tempo di volo. Lo specchio ionico fu inventato dallo scienziato russo Boris Aleksandrovich Mamyrin nel 1973.

## Meccanismo
Dopo il cammino dell'analizzatore gli ioni entrano in una zona chiamata riflettore elettrostatico, che li fa tornare indietro; più gli ioni sono veloci, più in profondità entrano in questa zona e quindi percorrono un cammino maggiore. In questo modo ioni di massa uguale ma velocità diversa arrivano al rivelatore allo stesso tempo; questo serve a ristabilire la separazione degli ioni in base all'm/z, che può non essere riuscita come desiderato a causa della lunghezza dell'impulso di partenza.